# Малое Пирогово
Малое Пирогово — деревня в Спасском районе Рязанской области. Входит в Заречинское сельское поселение.

## География
Находится в центральной части Рязанской области на расстоянии приблизительно 20 км на юг-юго-запад по прямой от районного центра города Спасск-Рязанский.

## История
Деревня была отмечена на карте еще 1840 года. На карте 1850 года показана как поселение с 30 дворами. В 1859 году здесь (тогда деревня Спасского уезда Рязанской губернии) было учтено 34 двора, в 1897 — 74.

## Население
Численность населения: 343 человека (1859 год), 1040 (1897), 13 в 2002 году (русские 92 %), 13 в 2010.